# Sekretarz Sejmu Rzeczypospolitej Polskiej

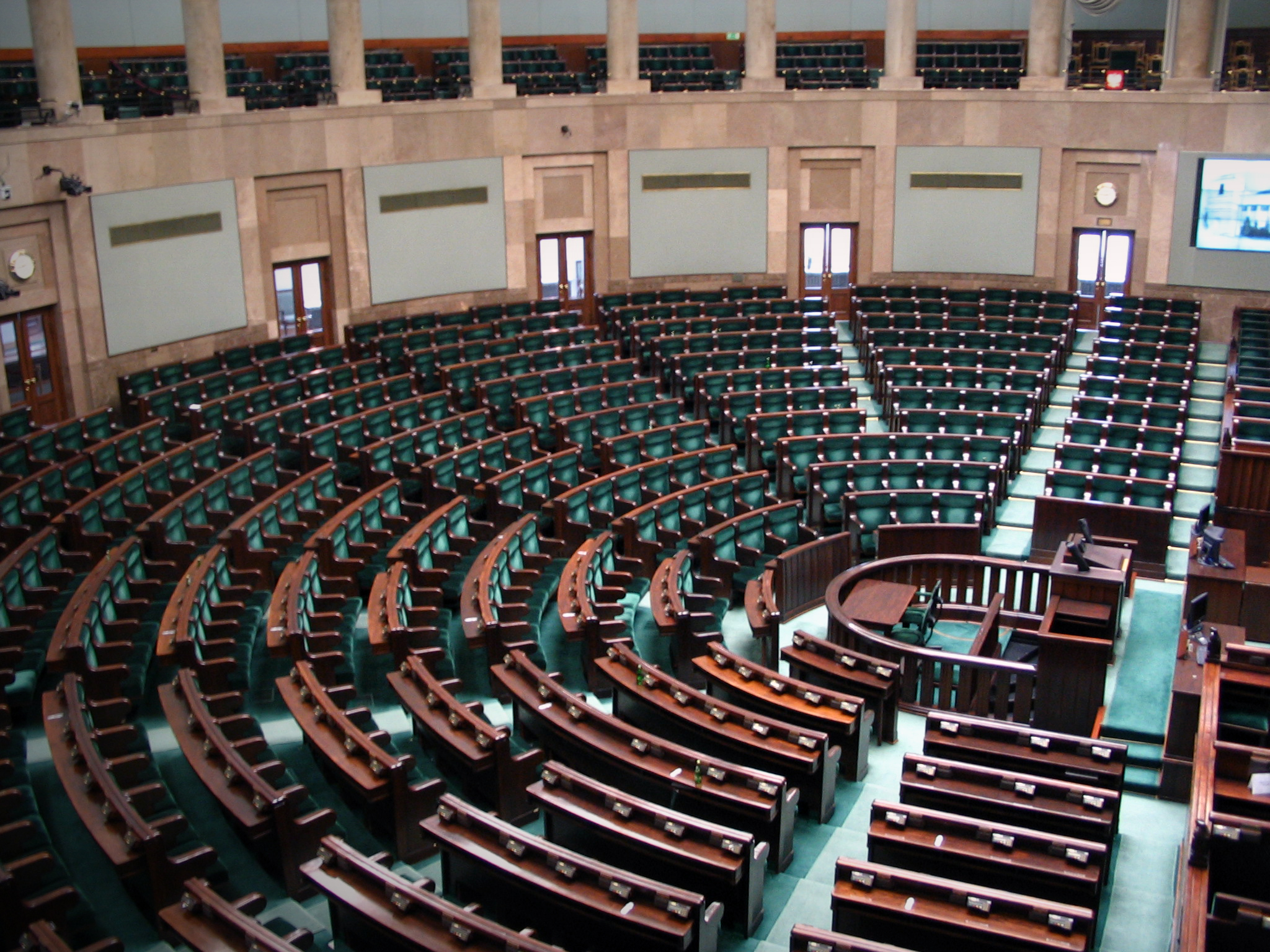
Sala posiedzeń w Sejmie Rzeczypospolitej Polskiej

Sekretarz Sejmu Rzeczypospolitej Polskiej – poseł wykonujący czynności pomocnicze w zakresie kierowania obradami Sejmu przez marszałka. Spośród sekretarzy Sejmu i sekretarzy Senatu powoływani są sekretarze Zgromadzenia Narodowego. 

## Wybór sekretarzy Sejmu Rzeczypospolitej Polskiej
- Sejm wybiera 20 sekretarzy Sejmu.
- Kandydatów zgłasza Prezydium Sejmu.
- Wybór odbywa się łącznie, chyba że Sejm postanowi inaczej[2]
- Sekretarze powinni zostać wybrani podczas pierwszego posiedzenia Sejmu (art. 6 ust. 1 Regulaminu Sejmu)

## Odwołanie sekretarza Sejmu
Do odwołania sekretarza Sejmu stosuje się odpowiednio przepisy ust. 2 i 3 art. 6 Regulaminu Sejmu Rzeczypospolitej Polskiej. Sekretarzy odwołuje Prezydium Sejmu.

## Sekretarze tymczasowi
Na pierwszym posiedzeniu Sejmu Marszałek Senior powołuje sekretarzy tymczasowych, spośród najmłodszych wiekiem posłów. Sekreterze tymczasowi wspomagają Marszałka Seniora w czynnościach związanych ze ślubowaniem posłów oraz wyborem Marszałka Sejmu (art. 2 ust. 2 Reg. Sejmu).

## Obowiązki sekretarza Sejmu RP
- wsparcie marszałka lub wicemarszałka Sejmu Rzeczypospolitej Polskiej w kierowaniu obradami Sejmu,
- prowadzenie protokołów z posiedzeń Sejmu,
- prowadzenie listy mówców podczas obrad,
- prowadzenie listy posłów zamierzających zadać pytanie podczas obrad,
- odczytywanie komunikatów w trakcie obrad,
- w razie niemożności przeprowadzenia głosowania przy pomocy urządzenia do liczenia głosów – obliczanie głosów oddanych przez posłów przez podniesienie ręki,
- w razie zarządzenia głosowania imiennego:
  - wyczytywanie kolejno posłów w porządku alfabetycznym,
  - otwarcie urny i obliczenie  oddanych głosów (pięcioosobowy skład wyznacza marszałek Sejmu)[2].

## Sekretarze Sejmu Rzeczypospolitej Polskiej

### Sejm X kadencji[3]
| Imię i nazwisko | Imię i nazwisko                     | Funkcja                                   | Czas pełnienia funkcji | Czas pełnienia funkcji |
| Imię i nazwisko | Imię i nazwisko                     | Funkcja                                   | Od                     | Do                     |
| --------------- | ----------------------------------- | ----------------------------------------- | ---------------------- | ---------------------- |
|                 | Paweł Bliźniuk (KO)                 | sekretarz Sejmu Rzeczypospolitej Polskiej | 14 listopada 2023(dts) |                        |
|                 | Krzysztof Ciecióra (PiS)            | sekretarz Sejmu Rzeczypospolitej Polskiej | 14 listopada 2023(dts) |                        |
|                 | Bartłomiej Dorywalski (PiS)         | sekretarz Sejmu Rzeczypospolitej Polskiej | 14 listopada 2023(dts) |                        |
|                 | Adam Gomoła (niezrzeszony)          | sekretarz Sejmu Rzeczypospolitej Polskiej | 14 listopada 2023(dts) |                        |
|                 | Robert Gontarz (PiS)                | sekretarz Sejmu Rzeczypospolitej Polskiej | 14 listopada 2023(dts) |                        |
|                 | Małgorzata Gromadzka (KO)           | sekretarz Sejmu Rzeczypospolitej Polskiej | 14 listopada 2023(dts) |                        |
|                 | Patryk Jaskulski (KO)               | sekretarz Sejmu Rzeczypospolitej Polskiej | 14 listopada 2023(dts) |                        |
|                 | Filip Kaczyński (PiS)               | sekretarz Sejmu Rzeczypospolitej Polskiej | 14 listopada 2023(dts) |                        |
|                 | Łukasz Kmita (PiS)                  | sekretarz Sejmu Rzeczypospolitej Polskiej | 14 listopada 2023(dts) |                        |
|                 | Sebastian Łukaszewicz (PiS)         | sekretarz Sejmu Rzeczypospolitej Polskiej | 14 listopada 2023(dts) |                        |
|                 | Daniel Milewski (PiS)               | sekretarz Sejmu Rzeczypospolitej Polskiej | 14 listopada 2023(dts) |                        |
|                 | Michał Moskal (PiS)                 | sekretarz Sejmu Rzeczypospolitej Polskiej | 14 listopada 2023(dts) |                        |
|                 | Jolanta Niezgodzka (KO)             | sekretarz Sejmu Rzeczypospolitej Polskiej | 14 listopada 2023(dts) |                        |
|                 | Mirosław Orliński (PSL–TD)          | sekretarz Sejmu Rzeczypospolitej Polskiej | 14 listopada 2023(dts) |                        |
|                 | Rafał Siemaszko (KO)                | sekretarz Sejmu Rzeczypospolitej Polskiej | 14 listopada 2023(dts) |                        |
|                 | Weronika Smarduch (KO)              | sekretarz Sejmu Rzeczypospolitej Polskiej | 14 listopada 2023(dts) |                        |
|                 | Joanna Wicha (Lewica)               | sekretarz Sejmu Rzeczypospolitej Polskiej | 14 listopada 2023(dts) |                        |
|                 | Ryszard Wilk (Konfederacja)         | sekretarz Sejmu Rzeczypospolitej Polskiej | 14 listopada 2023(dts) |                        |
|                 | Aleksandra Uznańska-Wiśniewska (KO) | sekretarz Sejmu Rzeczypospolitej Polskiej | 14 listopada 2023(dts) |                        |
|                 | Adrian Witczak (KO)                 | sekretarz Sejmu Rzeczypospolitej Polskiej | 14 listopada 2023(dts) |                        |

### Sejm IX kadencji[5]
| Imię i nazwisko | Imię i nazwisko                | Funkcja                                   | Czas pełnienia funkcji | Czas pełnienia funkcji |
| Imię i nazwisko | Imię i nazwisko                | Funkcja                                   | Od                     | Do                     |
| --------------- | ------------------------------ | ----------------------------------------- | ---------------------- | ---------------------- |
|                 | Mateusz Bochenek (KO)          | sekretarz Sejmu Rzeczypospolitej Polskiej | 13 listopada 2019(dts) | 12 listopada 2023(dts) |
|                 | Rafał Bochenek (PiS)           | sekretarz Sejmu Rzeczypospolitej Polskiej | 13 listopada 2019(dts) | 12 listopada 2023(dts) |
|                 | Marcin Duszek (PiS)            | sekretarz Sejmu Rzeczypospolitej Polskiej | 13 listopada 2019(dts) | 12 listopada 2023(dts) |
|                 | Konrad Frysztak (KO)           | sekretarz Sejmu Rzeczypospolitej Polskiej | 13 listopada 2019(dts) | 12 listopada 2023(dts) |
|                 | Aleksandra Gajewska (KO)       | sekretarz Sejmu Rzeczypospolitej Polskiej | 13 listopada 2019(dts) | 12 listopada 2023(dts) |
|                 | Robert Gontarz (PiS)           | sekretarz Sejmu Rzeczypospolitej Polskiej | 13 listopada 2019(dts) | 12 listopada 2023(dts) |
|                 | Filip Kaczyński (PiS)          | sekretarz Sejmu Rzeczypospolitej Polskiej | 13 listopada 2019(dts) | 12 listopada 2023(dts) |
|                 | Marta Kubiak (PiS)             | sekretarz Sejmu Rzeczypospolitej Polskiej | 13 listopada 2019(dts) | 12 listopada 2023(dts) |
|                 | Magdalena Łośko (KO)           | sekretarz Sejmu Rzeczypospolitej Polskiej | 13 listopada 2019(dts) | 12 listopada 2023(dts) |
|                 | Paulina Matysiak (Lewica)      | sekretarz Sejmu Rzeczypospolitej Polskiej | 13 listopada 2019(dts) | 12 listopada 2023(dts) |
|                 | Daniel Milewski (PiS)          | sekretarz Sejmu Rzeczypospolitej Polskiej | 13 listopada 2019(dts) | 12 listopada 2023(dts) |
|                 | Karolina Pawliczak (KO)        | sekretarz Sejmu Rzeczypospolitej Polskiej | 13 listopada 2019(dts) | 12 listopada 2023(dts) |
|                 | Paweł Rychlik (PiS)            | sekretarz Sejmu Rzeczypospolitej Polskiej | 13 listopada 2019(dts) | 12 listopada 2023(dts) |
|                 | Piotr Sak (PiS)                | sekretarz Sejmu Rzeczypospolitej Polskiej | 13 listopada 2019(dts) | 12 listopada 2023(dts) |
|                 | Franciszek Sterczewski (KO)    | sekretarz Sejmu Rzeczypospolitej Polskiej | 13 listopada 2019(dts) | 12 listopada 2023(dts) |
|                 | Aleksandra Łapiak (PiS)        | sekretarz Sejmu Rzeczypospolitej Polskiej | 13 listopada 2019(dts) | 12 listopada 2023(dts) |
|                 | Krzysztof Truskolaski (KO)     | sekretarz Sejmu Rzeczypospolitej Polskiej | 13 listopada 2019(dts) | 12 listopada 2023(dts) |
|                 | Michał Urbaniak (Konfederacja) | sekretarz Sejmu Rzeczypospolitej Polskiej | 13 listopada 2019(dts) | 12 listopada 2023(dts) |
|                 | Patryk Wicher (PiS)            | sekretarz Sejmu Rzeczypospolitej Polskiej | 13 listopada 2019(dts) | 12 listopada 2023(dts) |
|                 | Bożena Żelazowska (KP)         | sekretarz Sejmu Rzeczypospolitej Polskiej | 13 listopada 2019(dts) | 12 listopada 2023(dts) |

### Sejm VIII kadencji[6]
| Imię i nazwisko | Imię i nazwisko                    | Funkcja                                   | Czas pełnienia funkcji | Czas pełnienia funkcji    |
| Imię i nazwisko | Imię i nazwisko                    | Funkcja                                   | Od                     | Do                        |
| --------------- | ---------------------------------- | ----------------------------------------- | ---------------------- | ------------------------- |
|                 | Adam Andruszkiewicz (niezrzerzony) | sekretarz Sejmu Rzeczypospolitej Polskiej | 18 listopada 2015(dts) | 11 listopada 2019(dts)    |
|                 | Piotr Babiarz (PiS)                | sekretarz Sejmu Rzeczypospolitej Polskiej | 18 listopada 2015(dts) | 22 marca 2018(dts)        |
|                 | Agata Borowiec (PiS)               | sekretarz Sejmu Rzeczypospolitej Polskiej | 18 listopada 2015(dts) | 11 listopada 2019(dts)    |
|                 | Elżbieta Zielińska (UPR)           | sekretarz Sejmu Rzeczypospolitej Polskiej | 18 listopada 2015(dts) | 11 listopada 2019(dts)    |
|                 | Marcin Duszek (PiS)                | sekretarz Sejmu Rzeczypospolitej Polskiej | 18 listopada 2015(dts) | 11 listopada 2019(dts)    |
|                 | Kinga Gajewska (PO–KO)             | sekretarz Sejmu Rzeczypospolitej Polskiej | 18 listopada 2015(dts) | 11 listopada 2019(dts)    |
|                 | Małgorzata Golińska (PiS)          | sekretarz Sejmu Rzeczypospolitej Polskiej | 18 listopada 2015(dts) | 6 marca 2018(dts)         |
|                 | Krystian Jarubas (PSL)             | sekretarz Sejmu Rzeczypospolitej Polskiej | 18 listopada 2015(dts) | 11 listopada 2019(dts)    |
|                 | Wojciech Król (PO–KO)              | sekretarz Sejmu Rzeczypospolitej Polskiej | 18 listopada 2015(dts) | 11 listopada 2019(dts)    |
|                 | Krzysztof Kubów (PiS)              | sekretarz Sejmu Rzeczypospolitej Polskiej | 18 listopada 2015(dts) | 11 listopada 2019(dts)    |
|                 | Arkadiusz Marchewka (PO–KO)        | sekretarz Sejmu Rzeczypospolitej Polskiej | 18 listopada 2015(dts) | 11 listopada 2019(dts)    |
|                 | Daniel Milewski (PiS)              | sekretarz Sejmu Rzeczypospolitej Polskiej | 18 listopada 2015(dts) | 11 listopada 2019(dts)    |
|                 | Arkadiusz Myrcha (PO–KO)           | sekretarz Sejmu Rzeczypospolitej Polskiej | 18 listopada 2015(dts) | 11 listopada 2019(dts)    |
|                 | Piotr Olszówka (PiS)               | sekretarz Sejmu Rzeczypospolitej Polskiej | 18 listopada 2015(dts) | 11 listopada 2019(dts)    |
|                 | Katarzyna Osos (PO–KO)             | sekretarz Sejmu Rzeczypospolitej Polskiej | 18 listopada 2015(dts) | 11 listopada 2019(dts)    |
|                 | Łukasz Schreiber (PiS)             | sekretarz Sejmu Rzeczypospolitej Polskiej | 18 listopada 2015(dts) | 14 grudnia 2018(dts)      |
|                 | Artur Soboń (PiS)                  | sekretarz Sejmu Rzeczypospolitej Polskiej | 18 listopada 2015(dts) | 6 marca 2018(dts)         |
|                 | Krzysztof Truskolaski (PO–KO)      | sekretarz Sejmu Rzeczypospolitej Polskiej | 18 listopada 2015(dts) | 11 listopada 2019(dts)    |
|                 | Sylwester Tułajew (PiS)            | sekretarz Sejmu Rzeczypospolitej Polskiej | 18 listopada 2015(dts) | 13 czerwca 2019(dts)      |
|                 | Monika Wielichowska (PO–KO)        | sekretarz Sejmu Rzeczypospolitej Polskiej | 18 listopada 2015(dts) | 11 listopada 2019(dts)    |
|                 | Marta Kubiak (PiS)                 | sekretarz Sejmu Rzeczypospolitej Polskiej | 6 marca 2018(dts)      | 11 listopada 2019(dts)    |
|                 | Jarosław Szlachetka (PiS)          | sekretarz Sejmu Rzeczypospolitej Polskiej | 6 marca 2018(dts)      | 31 października 2018(dts) |
|                 | Rafał Weber (PiS)                  | sekretarz Sejmu Rzeczypospolitej Polskiej | 22 marca 2018(dts)     | 12 kwietnia 2019(dts)     |
|                 | Waldemar Buda (PiS)                | sekretarz Sejmu Rzeczypospolitej Polskiej | 9 listopada 2018(dts)  | 13 czerwca 2019(dts)      |
|                 | Grzegorz Puda (PiS)                | sekretarz Sejmu Rzeczypospolitej Polskiej | 14 grudnia 2018(dts)   | 11 listopada 2019(dts)    |
|                 | Paweł Rychlik (PiS)                | sekretarz Sejmu Rzeczypospolitej Polskiej | 12 kwietnia 2019(dts)  | 11 listopada 2019(dts)    |
|                 | Piotr Uściński (PiS)               | sekretarz Sejmu Rzeczypospolitej Polskiej | 13 czerwca 2019(dts)   | 11 listopada 2019(dts)    |
|                 | Robert Warwas (PiS)                | sekretarz Sejmu Rzeczypospolitej Polskiej | 13 czerwca 2019(dts)   | 11 listopada 2019(dts)    |

### Sejm VII kadencji[15]
| Imię i nazwisko | Imię i nazwisko                 | Funkcja                                   | Czas pełnienia funkcji   | Czas pełnienia funkcji   |
| Imię i nazwisko | Imię i nazwisko                 | Funkcja                                   | Od                       | Do                       |
| --------------- | ------------------------------- | ----------------------------------------- | ------------------------ | ------------------------ |
|                 | Marek Balt (SLD)                | sekretarz Sejmu Rzeczypospolitej Polskiej | 19 listopada 2011(dts)   | 11 listopada 2015(dts)   |
|                 | Beata Bublewicz (PO)            | sekretarz Sejmu Rzeczypospolitej Polskiej | 19 listopada 2011(dts)   | 11 listopada 2015(dts)   |
|                 | Jan Dziedziczak (PiS)           | sekretarz Sejmu Rzeczypospolitej Polskiej | 19 listopada 2011(dts)   | 11 listopada 2015(dts)   |
|                 | Jarosław Górczyński (PSL)       | sekretarz Sejmu Rzeczypospolitej Polskiej | 19 listopada 2011(dts)   | 10 grudnia 2014(dts)     |
|                 | Iwona Guzowska (PO)             | sekretarz Sejmu Rzeczypospolitej Polskiej | 19 listopada 2011(dts)   | 11 listopada 2015(dts)   |
|                 | Agnieszka Hanajczyk (PO)        | sekretarz Sejmu Rzeczypospolitej Polskiej | 19 listopada 2011(dts)   | 11 listopada 2015(dts)   |
|                 | Maria Janyska (PO)              | sekretarz Sejmu Rzeczypospolitej Polskiej | 19 listopada 2011(dts)   | 11 listopada 2015(dts)   |
|                 | Michał Kabaciński (TR)          | sekretarz Sejmu Rzeczypospolitej Polskiej | 19 listopada 2011(dts)   | 11 lipca 2014(dts)       |
|                 | Ewa Kołodziej (PO)              | sekretarz Sejmu Rzeczypospolitej Polskiej | 19 listopada 2011(dts)   | 11 listopada 2015(dts)   |
|                 | Maciej Małecki (PiS)            | sekretarz Sejmu Rzeczypospolitej Polskiej | 19 listopada 2011(dts)   | 1 października 2014(dts) |
|                 | Jagna Marczułajtis-Walczak (PO) | sekretarz Sejmu Rzeczypospolitej Polskiej | 19 listopada 2011(dts)   | 11 listopada 2015(dts)   |
|                 | Marcin Mastalerek (PiS)         | sekretarz Sejmu Rzeczypospolitej Polskiej | 19 listopada 2011(dts)   | 5 grudnia 2014(dts)      |
|                 | Marek Poznański (niezrzeszony)  | sekretarz Sejmu Rzeczypospolitej Polskiej | 19 listopada 2011(dts)   | 11 listopada 2015(dts)   |
|                 | Małgorzata Sadurska (PiS)       | sekretarz Sejmu Rzeczypospolitej Polskiej | 19 listopada 2011(dts)   | 20 marca 2015(dts)       |
|                 | Monika Wielichowska (PO)        | sekretarz Sejmu Rzeczypospolitej Polskiej | 19 listopada 2011(dts)   | 11 listopada 2015(dts)   |
|                 | Marcin Witko (PiS)              | sekretarz Sejmu Rzeczypospolitej Polskiej | 19 listopada 2011(dts)   | 11 listopada 2015(dts)   |
|                 | Marek Wojtkowski (PO)           | sekretarz Sejmu Rzeczypospolitej Polskiej | 19 listopada 2011(dts)   | 5 grudnia 2014(dts)      |
|                 | Renata Zaremba (PO)             | sekretarz Sejmu Rzeczypospolitej Polskiej | 19 listopada 2011(dts)   | 11 listopada 2015(dts)   |
|                 | Jan Ziobro (ZP)                 | sekretarz Sejmu Rzeczypospolitej Polskiej | 19 listopada 2011(dts)   | 11 listopada 2015(dts)   |
|                 | Wojciech Zubowski (PiS)         | sekretarz Sejmu Rzeczypospolitej Polskiej | 19 listopada 2011(dts)   | 11 listopada 2015(dts)   |
|                 | Łukasz Krupa (niezrzeszony)     | sekretarz Sejmu Rzeczypospolitej Polskiej | 11 lipca 2014(dts)       | 11 listopada 2015(dts)   |
|                 | Przemysław Czarnecki (PiS)      | sekretarz Sejmu Rzeczypospolitej Polskiej | 1 października 2014(dts) | 11 listopada 2015(dts)   |
|                 | Piotr Babiarz (PiS)             | sekretarz Sejmu Rzeczypospolitej Polskiej | 5 grudnia 2014(dts)      | 11 listopada 2015(dts)   |
|                 | Dariusz Dziadzio (PSL)          | sekretarz Sejmu Rzeczypospolitej Polskiej | 20 lutego 2015(dts)      | 11 listopada 2015(dts)   |
|                 | Marcin Duszek (PiS)             | sekretarz Sejmu Rzeczypospolitej Polskiej | 20 marca 2015(dts)       | 11 listopada 2015(dts)   |
|                 | Piotr Król (PiS)                | sekretarz Sejmu Rzeczypospolitej Polskiej | 20 marca 2015(dts)       | 11 listopada 2015(dts)   |

### Sejm VI kadencji[24]
| Imię i nazwisko | Imię i nazwisko               | Funkcja                                   | Czas pełnienia funkcji | Czas pełnienia funkcji |
| Imię i nazwisko | Imię i nazwisko               | Funkcja                                   | Od                     | Do                     |
| --------------- | ----------------------------- | ----------------------------------------- | ---------------------- | ---------------------- |
|                 | Bartosz Arłukowicz (PO)       | sekretarz Sejmu Rzeczypospolitej Polskiej | 14 listopada 2007(dts) | 7 listopada 2011(dts)  |
|                 | Krzysztof Brejza (PO)         | sekretarz Sejmu Rzeczypospolitej Polskiej | 14 listopada 2007(dts) | 7 listopada 2011(dts)  |
|                 | Beata Bublewicz (PO)          | sekretarz Sejmu Rzeczypospolitej Polskiej | 14 listopada 2007(dts) | 7 listopada 2011(dts)  |
|                 | Jan Dziedziczak (PiS)         | sekretarz Sejmu Rzeczypospolitej Polskiej | 14 listopada 2007(dts) | 7 listopada 2011(dts)  |
|                 | Tomasz Górski (PiS)           | sekretarz Sejmu Rzeczypospolitej Polskiej | 14 listopada 2007(dts) | 7 listopada 2011(dts)  |
|                 | Michał Jaros (PO)             | sekretarz Sejmu Rzeczypospolitej Polskiej | 14 listopada 2007(dts) | 7 listopada 2011(dts)  |
|                 | Dariusz Kaczanowski (PiS)     | sekretarz Sejmu Rzeczypospolitej Polskiej | 14 listopada 2007(dts) | 7 listopada 2011(dts)  |
|                 | Mariusz Kamiński (PiS)        | sekretarz Sejmu Rzeczypospolitej Polskiej | 14 listopada 2007(dts) | 7 listopada 2011(dts)  |
|                 | Ewa Kierzkowska (PSL)         | sekretarz Sejmu Rzeczypospolitej Polskiej | 14 listopada 2007(dts) | 26 czerwca 2009(dts)   |
|                 | Mirosław Maliszewski (PSL)    | sekretarz Sejmu Rzeczypospolitej Polskiej | 14 listopada 2007(dts) | 7 listopada 2011(dts)  |
|                 | Michał Marcinkiewicz (PO)     | sekretarz Sejmu Rzeczypospolitej Polskiej | 14 listopada 2007(dts) | 7 listopada 2011(dts)  |
|                 | Katarzyna Matusik-Lipiec (PO) | sekretarz Sejmu Rzeczypospolitej Polskiej | 14 listopada 2007(dts) | 7 listopada 2011(dts)  |
|                 | Krzysztof Matyjaszczyk (SLD)  | sekretarz Sejmu Rzeczypospolitej Polskiej | 14 listopada 2007(dts) | 7 grudnia 2010(dts)    |
|                 | Joanna Mucha (PO)             | sekretarz Sejmu Rzeczypospolitej Polskiej | 14 listopada 2007(dts) | 26 czerwca 2009(dts)   |
|                 | Jacek Pilch (PiS)             | sekretarz Sejmu Rzeczypospolitej Polskiej | 14 listopada 2007(dts) | 7 listopada 2011(dts)  |
|                 | Adam Rogacki (PiS)            | sekretarz Sejmu Rzeczypospolitej Polskiej | 14 listopada 2007(dts) | 7 listopada 2011(dts)  |
|                 | Cezary Tomczyk (PO)           | sekretarz Sejmu Rzeczypospolitej Polskiej | 14 listopada 2007(dts) | 7 listopada 2011(dts)  |
|                 | Monika Wielichowska (PO)      | sekretarz Sejmu Rzeczypospolitej Polskiej | 14 listopada 2007(dts) | 7 listopada 2011(dts)  |
|                 | Radosław Witkowski (PO)       | sekretarz Sejmu Rzeczypospolitej Polskiej | 14 listopada 2007(dts) | 7 listopada 2011(dts)  |
|                 | Łukasz Zbonikowski (PiS)      | sekretarz Sejmu Rzeczypospolitej Polskiej | 14 listopada 2007(dts) | 7 listopada 2011(dts)  |
|                 | Piotr Walkowski (PSL)         | sekretarz Sejmu Rzeczypospolitej Polskiej | 26 czerwca 2009(dts)   | 7 listopada 2011(dts)  |
|                 | Magdalena Gąsior-Marek (PO)   | sekretarz Sejmu Rzeczypospolitej Polskiej | 26 czerwca 2009(dts)   | 7 listopada 2011(dts)  |
|                 | Artur Ostrowski (SLD)         | sekretarz Sejmu Rzeczypospolitej Polskiej | 5 stycznia 2011(dts)   | 7 listopada 2011(dts)  |

### Sejm V kadencji[28]
| Imię i nazwisko | Imię i nazwisko                     | Funkcja                                   | Czas pełnienia funkcji | Czas pełnienia funkcji |
| Imię i nazwisko | Imię i nazwisko                     | Funkcja                                   | Od                     | Do                     |
| --------------- | ----------------------------------- | ----------------------------------------- | ---------------------- | ---------------------- |
|                 | Witold Bałażak (LPR)                | sekretarz Sejmu Rzeczypospolitej Polskiej | 3 listopada 2005(dts)  | 4 listopada 2007(dts)  |
|                 | Krzysztof Bosak (LPR)               | sekretarz Sejmu Rzeczypospolitej Polskiej | 3 listopada 2005(dts)  | 4 listopada 2007(dts)  |
|                 | Beata Bublewicz (PO)                | sekretarz Sejmu Rzeczypospolitej Polskiej | 3 listopada 2005(dts)  | 4 listopada 2007(dts)  |
|                 | Karolina Gajewska (PiS)             | sekretarz Sejmu Rzeczypospolitej Polskiej | 3 listopada 2005(dts)  | 4 listopada 2007(dts)  |
|                 | Tomasz Garbowski (SLD)              | sekretarz Sejmu Rzeczypospolitej Polskiej | 3 listopada 2005(dts)  | 4 listopada 2007(dts)  |
|                 | Adam Hofman (PiS)                   | sekretarz Sejmu Rzeczypospolitej Polskiej | 3 listopada 2005(dts)  | 4 listopada 2007(dts)  |
|                 | Lucjan Karasiewicz (PiS)            | sekretarz Sejmu Rzeczypospolitej Polskiej | 3 listopada 2005(dts)  | 4 listopada 2007(dts)  |
|                 | Paweł Kowal (PiS)                   | sekretarz Sejmu Rzeczypospolitej Polskiej | 3 listopada 2005(dts)  | 27 kwietnia 2006(dts)  |
|                 | Maks Kraczkowski (PiS)              | sekretarz Sejmu Rzeczypospolitej Polskiej | 3 listopada 2005(dts)  | 4 listopada 2007(dts)  |
|                 | Paweł Olszewski (PO)                | sekretarz Sejmu Rzeczypospolitej Polskiej | 3 listopada 2005(dts)  | 4 listopada 2007(dts)  |
|                 | Marek Opioła (PiS)                  | sekretarz Sejmu Rzeczypospolitej Polskiej | 3 listopada 2005(dts)  | 4 listopada 2007(dts)  |
|                 | Damian Raczkowski (PO)              | sekretarz Sejmu Rzeczypospolitej Polskiej | 3 listopada 2005(dts)  | 4 listopada 2007(dts)  |
|                 | Jakub Rutnicki (PO)                 | sekretarz Sejmu Rzeczypospolitej Polskiej | 3 listopada 2005(dts)  | 4 listopada 2007(dts)  |
|                 | Małgorzata Sadurska (PiS)           | sekretarz Sejmu Rzeczypospolitej Polskiej | 3 listopada 2005(dts)  | 6 lipca 2007(dts)      |
|                 | Joanna Skrzydlewska (PO)            | sekretarz Sejmu Rzeczypospolitej Polskiej | 3 listopada 2005(dts)  | 4 listopada 2007(dts)  |
|                 | Grzegorz Skwierczyński (Samoobrona) | sekretarz Sejmu Rzeczypospolitej Polskiej | 3 listopada 2005(dts)  | 4 listopada 2007(dts)  |
|                 | Henryk Smolarz (PSL)                | sekretarz Sejmu Rzeczypospolitej Polskiej | 3 listopada 2005(dts)  | 4 listopada 2007(dts)  |
|                 | Elżbieta Wiśniowska (Samoobrona)    | sekretarz Sejmu Rzeczypospolitej Polskiej | 3 listopada 2005(dts)  | 4 listopada 2007(dts)  |
|                 | Bogusław Wontor (SLD)               | sekretarz Sejmu Rzeczypospolitej Polskiej | 3 listopada 2005(dts)  | 4 listopada 2007(dts)  |
|                 | Marek Wójcik (PO)                   | sekretarz Sejmu Rzeczypospolitej Polskiej | 3 listopada 2005(dts)  | 4 listopada 2007(dts)  |
|                 | Tomasz Górski (PiS)                 | sekretarz Sejmu Rzeczypospolitej Polskiej | 27 kwietnia 2006(dts)  | 4 listopada 2007(dts)  |
|                 | Adam Rogacki (PiS)                  | sekretarz Sejmu Rzeczypospolitej Polskiej | 6 lipca 2007(dts)      | 4 listopada 2007(dts)  |

### Sejm IV kadencji[31]
| Imię i nazwisko | Imię i nazwisko                     | Funkcja                                   | Czas pełnienia funkcji    | Czas pełnienia funkcji    |
| Imię i nazwisko | Imię i nazwisko                     | Funkcja                                   | Od                        | Do                        |
| --------------- | ----------------------------------- | ----------------------------------------- | ------------------------- | ------------------------- |
|                 | Dorota Arciszewska-Mielewczyk (PiS) | sekretarz Sejmu Rzeczypospolitej Polskiej | 23 października 2001(dts) | 18 października 2005(dts) |
|                 | Anita Błochowiak (SLD)              | sekretarz Sejmu Rzeczypospolitej Polskiej | 23 października 2001(dts) | 18 października 2005(dts) |
|                 | Jakub Derech-Krzycki (SLD)          | sekretarz Sejmu Rzeczypospolitej Polskiej | 23 października 2001(dts) | 18 października 2005(dts) |
|                 | Bronisław Dutka (PSL)               | sekretarz Sejmu Rzeczypospolitej Polskiej | 23 października 2001(dts) | 18 października 2005(dts) |
|                 | Andrzej Grzesik (Samoobrona)        | sekretarz Sejmu Rzeczypospolitej Polskiej | 23 października 2001(dts) | 18 października 2005(dts) |
|                 | Mieczysław Jedoń (SLD)              | sekretarz Sejmu Rzeczypospolitej Polskiej | 23 października 2001(dts) | 18 października 2005(dts) |
|                 | Zdzisław Kałamaga (SDPL)            | sekretarz Sejmu Rzeczypospolitej Polskiej | 23 października 2001(dts) | 18 października 2005(dts) |
|                 | Bożena Kozłowska (SLD)              | sekretarz Sejmu Rzeczypospolitej Polskiej | 23 października 2001(dts) | 18 października 2005(dts) |
|                 | Andrzej Mańka (LPR)                 | sekretarz Sejmu Rzeczypospolitej Polskiej | 23 października 2001(dts) | 18 października 2005(dts) |
|                 | Tomasz Markowski (PiS)              | sekretarz Sejmu Rzeczypospolitej Polskiej | 23 października 2001(dts) | 18 października 2005(dts) |
|                 | Irena Nowacka (SLD)                 | sekretarz Sejmu Rzeczypospolitej Polskiej | 23 października 2001(dts) | 18 października 2005(dts) |
|                 | Wojciech Olejniczak (SLD)           | sekretarz Sejmu Rzeczypospolitej Polskiej | 23 października 2001(dts) | 24 kwietnia 2003(dts)     |
|                 | Jan Orkisz (UP)                     | sekretarz Sejmu Rzeczypospolitej Polskiej | 23 października 2001(dts) | 18 października 2005(dts) |
|                 | Elżbieta Radziszewska (PO)          | sekretarz Sejmu Rzeczypospolitej Polskiej | 23 października 2001(dts) | 18 października 2005(dts) |
|                 | Joanna Sosnowska (SDPL)             | sekretarz Sejmu Rzeczypospolitej Polskiej | 23 października 2001(dts) | 18 października 2005(dts) |
|                 | Zbigniew Sosnowski (PSL)            | sekretarz Sejmu Rzeczypospolitej Polskiej | 23 października 2001(dts) | 18 października 2005(dts) |
|                 | Robert Strąk (LPR)                  | sekretarz Sejmu Rzeczypospolitej Polskiej | 23 października 2001(dts) | 18 października 2005(dts) |
|                 | Marek Wikiński (SLD)                | sekretarz Sejmu Rzeczypospolitej Polskiej | 23 października 2001(dts) | 18 października 2005(dts) |
|                 | Bogusław Wontor (SLD)               | sekretarz Sejmu Rzeczypospolitej Polskiej | 23 października 2001(dts) | 18 października 2005(dts) |
|                 | Krzysztof Zaremba (PO)              | sekretarz Sejmu Rzeczypospolitej Polskiej | 23 października 2001(dts) | 18 października 2005(dts) |
|                 | Arkadiusz Kasznia (SDPL)            | sekretarz Sejmu Rzeczypospolitej Polskiej | 24 kwietnia 2003(dts)     | 18 października 2005(dts) |

### Sejm III kadencji[33]
| Imię i nazwisko | Imię i nazwisko                      | Funkcja                                   | Czas pełnienia funkcji    | Czas pełnienia funkcji    |
| Imię i nazwisko | Imię i nazwisko                      | Funkcja                                   | Od                        | Do                        |
| --------------- | ------------------------------------ | ----------------------------------------- | ------------------------- | ------------------------- |
|                 | Dorota Arciszewska-Mielewczyk (SKL)  | sekretarz Sejmu Rzeczypospolitej Polskiej | 20 października 1997(dts) | 18 października 2001(dts) |
|                 | Andrzej Folwarczny (UW)              | sekretarz Sejmu Rzeczypospolitej Polskiej | 20 października 1997(dts) | 18 października 2001(dts) |
|                 | Jerzy Jankowski (SLD)                | sekretarz Sejmu Rzeczypospolitej Polskiej | 20 października 1997(dts) | 18 października 2001(dts) |
|                 | Mieczysław Jedoń (SLD)               | sekretarz Sejmu Rzeczypospolitej Polskiej | 20 października 1997(dts) | 18 października 2001(dts) |
|                 | Michał Kamiński (PiS)                | sekretarz Sejmu Rzeczypospolitej Polskiej | 20 października 1997(dts) | 18 października 2001(dts) |
|                 | Eugeniusz Kłopotek (PSL)             | sekretarz Sejmu Rzeczypospolitej Polskiej | 20 października 1997(dts) | 18 października 2001(dts) |
|                 | Zdzisława Kobylińska (PiS)           | sekretarz Sejmu Rzeczypospolitej Polskiej | 20 października 1997(dts) | 18 października 2001(dts) |
|                 | Irena Nowacka (SLD)                  | sekretarz Sejmu Rzeczypospolitej Polskiej | 20 października 1997(dts) | 18 października 2001(dts) |
|                 | Małgorzata Ostrowska (SLD)           | sekretarz Sejmu Rzeczypospolitej Polskiej | 20 października 1997(dts) | 18 października 2001(dts) |
|                 | Agnieszka Pasternak (SLD)            | sekretarz Sejmu Rzeczypospolitej Polskiej | 20 października 1997(dts) | 18 października 2001(dts) |
|                 | Elżbieta Radziszewska (niezrzeszona) | sekretarz Sejmu Rzeczypospolitej Polskiej | 20 października 1997(dts) | 18 października 2001(dts) |
|                 | Maciej Rudnicki (AWS)                | sekretarz Sejmu Rzeczypospolitej Polskiej | 20 października 1997(dts) | 18 października 2001(dts) |
|                 | Grzegorz Schreiber (PiS)             | sekretarz Sejmu Rzeczypospolitej Polskiej | 20 października 1997(dts) | 18 października 2001(dts) |
|                 | Joanna Sosnowska (SLD)               | sekretarz Sejmu Rzeczypospolitej Polskiej | 20 października 1997(dts) | 18 października 2001(dts) |
|                 | Jacek Szczot (AWS)                   | sekretarz Sejmu Rzeczypospolitej Polskiej | 20 października 1997(dts) | 18 października 2001(dts) |
|                 | Adam Szejnfeld (niezrzeszony)        | sekretarz Sejmu Rzeczypospolitej Polskiej | 20 października 1997(dts) | 18 października 2001(dts) |
|                 | Zbigniew Wawak (AWS)                 | sekretarz Sejmu Rzeczypospolitej Polskiej | 20 października 1997(dts) | 18 października 2001(dts) |
|                 | Ryszard Wawryniewicz (AWS)           | sekretarz Sejmu Rzeczypospolitej Polskiej | 20 października 1997(dts) | 18 października 2001(dts) |
|                 | Marek Wikiński (SLD)                 | sekretarz Sejmu Rzeczypospolitej Polskiej | 20 października 1997(dts) | 18 października 2001(dts) |
|                 | Andrzej Zapałowski (AWS)             | sekretarz Sejmu Rzeczypospolitej Polskiej | 20 października 1997(dts) | 18 października 2001(dts) |